# Gebrüder-Heinrich-Stift

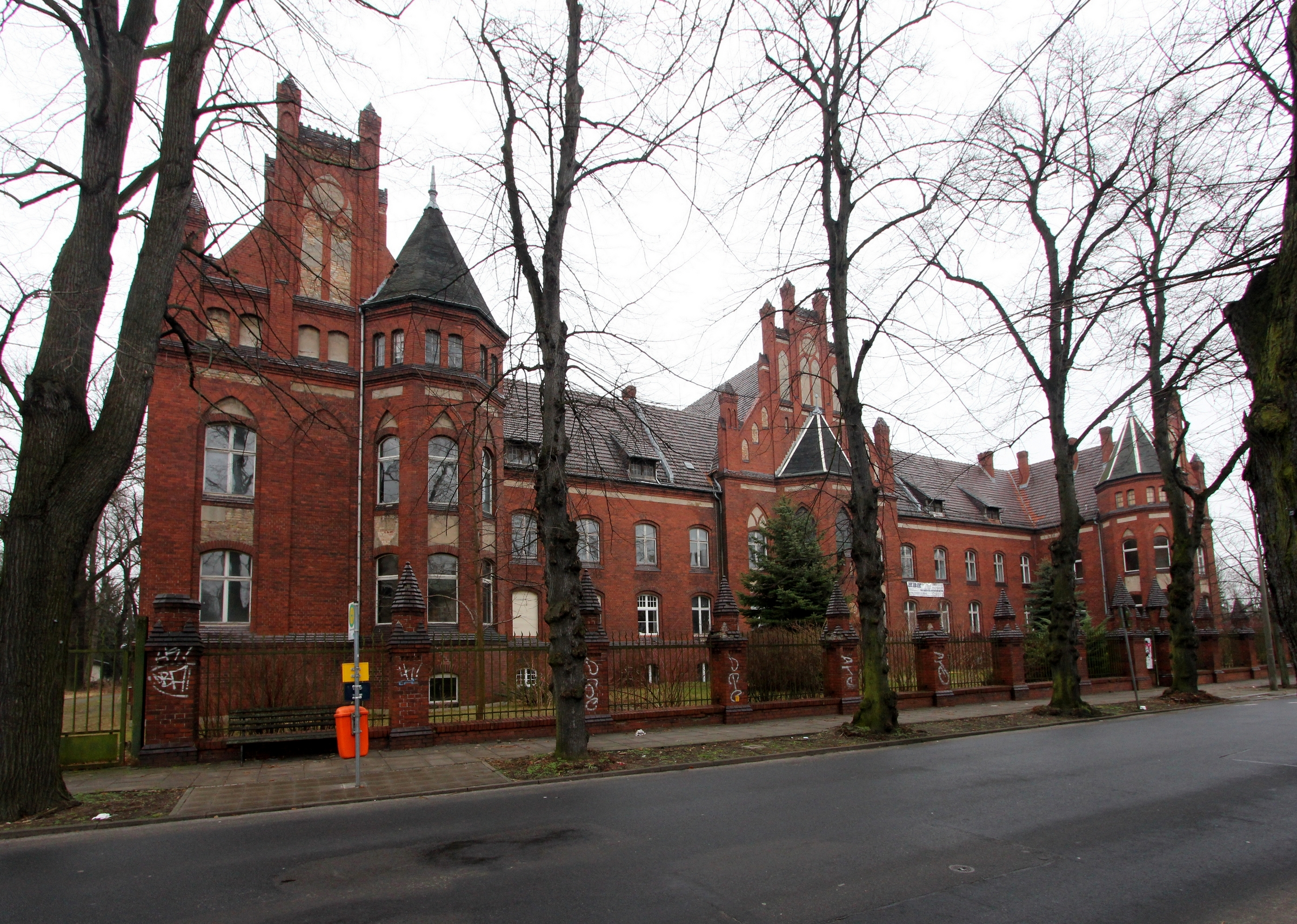
Das ehemalige Hospital des Gebrüder-Heinrich-Stift im Januar 2014.

Das Gebrüder-Heinrich-Stift ist eine ehemalige soziale Stiftung in der Lindenstraße 3 in Luckenwalde.

## Geschichte
Im 19. Jahrhundert waren die gebürtigen Luckenwalder Gebrüder Ferdinand (1816–1892) und Karl Wilhelm Heinrich (1821–1896) wohlhabende Tuchfabrikanten in Luckenwalde. Sie setzten die Stadt zum Haupterben ihres Vermögens ein, das mehr als 1 Million Mark betrug. und bestimmten testamentarisch, dass nach Abzug einiger Legate in der Lindenstraße ein Hospital für invalide Fabrikarbeiter zu errichten sei.
Das Gebäude wurde am 9. Oktober 1898 eingeweiht – die Baukosten betrugen 295.000 Mark. Die 1898 vorgelegten Pläne entsprachen weitgehend der Ausführung. Den Entwurf lieferte Otto Techow aus Steglitz (Berlin), der auch statische Berechnungen und Bemerkungen zum Projekt erstellte. Das Heinrichstift wurde nach den Ausführungsplänen des Maurermeisters Richard Bornkant erbaut.
Das Haus wurde anfänglich durch Gaslampen erleuchtet und war von Anfang an mit einer Zentralheizung ausgestattet. Mangels einer städtischen Wasserleitung erfolgte die Versorgung mit fließendem Wasser zunächst aus einem 25 Meter tiefen Brunnen, das unter das Dach in einen Betontank gepumpt wurde.
Das damalige Hospital enthielt 14 Doppel- und 39 Einzel-Kleinwohnungen, einen Betsaal im rückwärtigen Quertrakt sowie im Kellergeschoss Krankenstation, Lagerräume und Speisesaal.
Anspruch auf Unterbringung im Heim hatten zunächst Arbeiter, die für wenigstens zehn Jahre zu Lebzeiten der Stifter in deren Fabrik gearbeitet hatten. Zur Verfügung standen ihnen: freie Wohnung und Heizung, freies Kochgas, freies Holz für die Waschküchenbenutzung, freie Badezimmerbenutzung, kostenlose ärztliche Betreuung und Medikamentenversorgung sowie unentgeltliche Gartenbenutzung.
Durch die Inflation ging der größte Teil des Stiftungsvermögens verloren. Zunächst wurde der Betrieb durch öffentliche Mittel bezuschusst, später dann gänzlich übernommen. 1930 bekam die Stadt Luckenwalde das Recht, die Belegung selbst zu bestimmen.
Nach 1945 wurde das Gebrüder-Heinrich-Stift als Alten- und Pflegeheim weitergenutzt. Am 1. Juli 1952 wurde es das „Feierabendheim“ der Stadt. Am 30. September 2001 endete die Nutzung als Alten- und Pflegeheim und das Gebäude steht seither leer und ist dem Verfall ausgesetzt.
Im Frühjahr 2012 erwarb der baden-württembergische Unternehmer Weng das denkmalgeschützte Baudenkmal, um es zu sanieren und einer neuen Nutzung zuzuführen. Diese Sanierung umfasst das Heizsystem, Keller, Dach, Versorgungsanschlüsse sowie die Hausschwammsanierung.